# Ставровський-Попрадов Юлій Іванович
Юлій Іванович Ставровський-Попрадов  (18 січня 1850, с. Сулин, Словаччина — 27 березня 1899, Пряшів) — закарпатський поет і освітній діяч на Пряшівщині, греко-католицький священик.
Псевдонім — Попрадов.

## Біографія
Освіту здобув у Пряшівській гімназії та на юридичному і богословському факультетах Будапештського університету. Працював парохом у с. Орябина, службовцем в єпископській канцелярії Пряшева, парохом у селі Чертіжне. Захоплювався слов'янськими мовами. Був виразником русофільських настроїв.
Автор багатьох віршів, етнографічних і публіцистичних статей про мову. Друкувався в руській пресі. У збірці «Поезія Попрадова» (1928) є поезії «Я руський», «Родина», «На Бескиді», «К Уриїлу Метеору». Довгий час листувався з відомим українським ученим, дослідником фольклору українців Закарпаття В. Гнатюком.
Ставровський-Попрадов — найвиразніший представник русофільського напряму закарпатської літератури 19 ст. Писав поезії російською мовою (головним чином патріотична і інтимна лірика), статті на етнографічні теми та публіцистику, видані у газеті «СвЂтъ», «Карпатъ» та інших. Посмертне виданні — «Поэзия Попрадова» (1928).
Помер 27 березня 1899 р. у Пряшеві.

## Творчість
Автор збірки «Поезія Попрадова» (1928), етнографічних і публіцистичних статей. У 1883 р. написав «Руський буквар».